# Drilonius osawai
Drilonius osawai is een keversoort uit de familie Omethidae. De wetenschappelijke naam van de soort is voor het eerst geldig gepubliceerd in 1950 door Nakane.